# ハイスクールララバイ
「ハイスクールララバイ」は、イモ欽トリオの楽曲、1枚目のシングル。1981年8月5日発売。

## 解説
フジテレビ系バラエティ番組『欽ドン!良い子悪い子普通の子』から誕生した、山口良一（ヨシオ）、西山浩司（ワルオ）、長江健次（フツオ）の3人からなるユニットのデビュー・シングル。
「テクノ歌謡」最大のヒット曲で、お茶の間に於ける「テクノ歌謡」のイメージを決定付けた金字塔的作品。
企画もの、コミックソングとしては異例の大ヒットとなり、オリコン7週連続1位、1981年度オリコン年間4位、累計160万枚のミリオンセラーを記録。
なお、坂本龍一はYMOの楽曲「KEY」（これも細野作曲）を「YMO版ハイスクールララバイ」と発売当時語ったことがある。

## 背景
最初「長江健次一人で歌を出しませんか」と別のレコード会社からオファーがあったが、萩本欽一が「一人はまずい。やるなら三人だね」と断ったところへ、フォーライフ・レコードからオファーが来て、熱心に口説かれ、根負けしてレコードをリリースした。
ジャケット写真は、コント時の詰襟学生服タイプと、歌衣装タイプの2種類が存在する。
歌詞はレコーディング当日に松本隆から渡されたという。
楽曲は全盛期のYMOのメンバーである細野晴臣が、作曲・編曲を担当、自らYMOのパロディを手がけるという画期的な試みが行われた。イントロはYMO「ライディーン」のパロディ。
細野は松本の詞が先にあり、そのイメージから30分で作った本楽曲が大ヒットしたことに「えっ?こんなんでいいんだ」とビックリし、坂本龍一から「あの曲はいいね」と言われ、ユーミンが新聞で「あの曲は転調がすごい」とか評論してくれ驚いたと話している。細野が「職業作曲家」として広く認知されることになったのは本楽曲の大ヒットが切っ掛け。

## セールス・影響
イモ欽トリオおよび、デビュー・シングル「ハイスクールララバイ」は、バラエティ番組から生まれたユニット及び、ヒット曲の先駆けともいわれる。本楽曲は思わぬ副次的作用を生み、曲の大ヒットにより、その存在を知った層が番組にチャンネルを合わせ始め、「ハイスクールララバイ」がオリコン1位を獲得した翌週に初めて視聴率30％を突破した。
以降、音楽と視聴率の相乗効果は『欽ちゃんのどこまでやるの!』（テレビ朝日）のわらべ、『欽ちゃんの週刊欽曜日』（TBS）の風見しんごらでも踏襲された。
『欽ドン!良い子悪い子普通の子』はフジテレビの番組だったが、他局の音楽番組にも出演、TBS『ザ・ベストテン』で8週連続第1位。音楽番組のレギュラー番組歴代瞬間最高視聴率41.7%は、その『ザ・ベストテン』1981年9月17日放送回であり、「ハイスクールララバイ」は当日の1位であった。
山口良一は「芸能生活、『ハイスクールララバイ』で食っていけてます」と話している。
サビの振り付けは土居甫。イントロ・間奏の楽器の弾き真似やビンタなどの振り付けは、長江のレコーディング中、暇だった山口と西山が、ふざけてスタジオでYMOの演奏を真似して遊んでいたものが採用された。
曲の大ヒットとともにこの振付もインパクトが大きく、元祖エアーバンドとの評価もある。
レコード制作は吉田拓郎が社長在任中のフォーライフ・レコード。
当時のフォーライフは本楽曲や、漫才ブームに便乗してザ・ぼんちの「恋のぼんちシート」などを手掛け、同社の設立目的だった「アーティスト主導のレコード会社」という理想から離れ、翌1982年に後藤由多加に社長を交代している。

## 収録曲
1. ハイスクールララバイ
  - 作詞：松本隆　作曲・編曲：細野晴臣
2. 欽ドン良い子悪い子普通の子のテーマ
  - 作詞：竹島達修　作曲・編曲：あかのたちお　セリフ：萩本欽一

## 収録アルバム
- 『ポテトボーイズNo.1』（1981年12月5日）
- 松本隆『風街図鑑』（1999年12月1日）
- 青春歌年鑑 1981（2000年11月22日）
- ニッポン放送オールナイトニッポン35周年記念 オールナイトニッポン パーソナリティーズヒッツ 青春 ON AIR（2002年12月4日）
- ゴールデン☆ベスト 欽 スーパーヒット（『ポテトボーイズNo.1』より5曲採録、2004年10月20日）
- 青春歌年鑑 80年代総集編（2004年11月3日）
- イエローマジック歌謡曲（2005年2月23日）
- 「春子の部屋」～あまちゃん 80's HITS～ ビクター編 （2013年8月28日）

## カバー
- 月刊プロボーラー - 2005年発売のアルバム『テクニコフ』に収録。
- 音速ライン - 2007年発売のシングル『青春色』に収録。
- LITTLE CREATURES - 2007年の『細野晴臣トリビュートアルバム-Tribute to Haruomi Hosono-』に収録。
- 塩谷 feat.山代武士&十五流一夫（杉田智和） - 2009年放送のテレビアニメ『夏のあらし!〜春夏冬中〜』挿入歌として使用。
- DG-10［VCO（今井麻美）・VCF（長谷川明子）・VCA（又吉愛）］- 2009年のシングル「DG-10」に収録。
- ロマンポルシェ。 - 2010年発売のアルバム『盗んだバイクで天城越え』に収録[21]。
- SOLEIL - 2019年発売のアルバム『LOLLIPOP SIXTEEN』、および7インチシングル「Mellotron Girl」のB面に収録[22]。